# Нижние Куганары
Ни́жние Кугана́ры (чув. Пӗчӗк Кӑканар) — деревня в Аликовском муниципальном округе Чувашской Республики. Входила в состав Ефремкасинского сельского поселения до его упразднения в 2022 году.

## География
Деревня находится на северо-западе центральной части Чувашии, в пределах Чувашского плато, в зоне хвойно-широколиственных лесов, к западу от автодороги 97К-001, на расстоянии примерно 9 километров (по прямой) к юго-востоку от села Аликова, административного центра района. Абсолютная высота — 145 метров над уровнем моря.

### Климат
Климат характеризуется как умеренно континентальный, с продолжительной морозной зимой и тёплым летом. Среднегодовая температура воздуха — 3 °С. Средняя температура воздуха самого тёплого месяца (июля) — 18,3 °C (абсолютный максимум — 37 °C); самого холодного (января) — −12,9 °C (абсолютный минимум — −44 °C). Безморозный период длится около 136 дней. Среднегодовое количество атмосферных осадков составляет 552 мм, из которых 70 % выпадает в тёплый период. Снежный покров образуется в середине ноября и держится в течение пяти месяцев.

### Часовой пояс
Деревня Нижние Куганары, как и вся Чувашия, находится в часовой зоне МСК (московское время). Смещение применяемого времени относительно UTC составляет +3:00.

## Население
| 2010 | 2012 |
| ---- | ---- |
| 110  | ↗142 |

### Половой состав
По данным Всероссийской переписи населения 2010 года в гендерной структуре населения мужчины составляли 50 %, женщины — соответственно также 50 %.

### Национальный состав
Согласно результатам переписи 2002 года, в национальной структуре населения чуваши составляли 100 % из 112 чел.